# Bharthana
Bharthana è una suddivisione dell'India, classificata come municipal board, di 38.781 abitanti, situata nel distretto di Etawah, nello stato federato dell'Uttar Pradesh. In base al numero di abitanti la città rientra nella classe III (da 20.000 a 49.999 persone).

## Geografia fisica
La città è situata a 26° 45' 26 N e 79° 13' 29 E e ha un'altitudine di 132 m s.l.m..

## Società

### Evoluzione demografica
Al censimento del 2001 la popolazione di Bharthana assommava a 38.781 persone, delle quali 20.350 maschi e 18.431 femmine. I bambini di età inferiore o uguale ai sei anni assommavano a 5.706, dei quali 3.040 maschi e 2.666 femmine. Infine, coloro che erano in grado di saper almeno leggere e scrivere erano 27.759, dei quali 15.646 maschi e 12.113 femmine.